# Ilmārs Starostīts
Ilmārs Starostīts (* 30. Mai 1979 in Rēzekne) ist ein lettischer Schachspieler.
2002 konnte Ilmārs Starostīts die lettische Einzelmeisterschaft in Riga gewinnen. Er spielte für Lettland bei zwei Schacholympiaden: 2002 und 2012. Außerdem nahm er 2011 in Porto Carras an der europäischen Mannschaftsmeisterschaft teil.
In Deutschland spielte er für die SG Speyer-Schwegenheim.
Im Jahre 2001 wurde ihm der Titel Internationaler Meister (IM) verliehen, 2010 der Titel Großmeister (GM).
| Die zur Anzeige dieser Grafik verwendete Erweiterung wurde dauerhaft deaktiviert. Wir arbeiten aktuell daran, diese und weitere betroffene Grafiken auf ein neues Format umzustellen. (Mehr dazu) |